# Ali Eckert

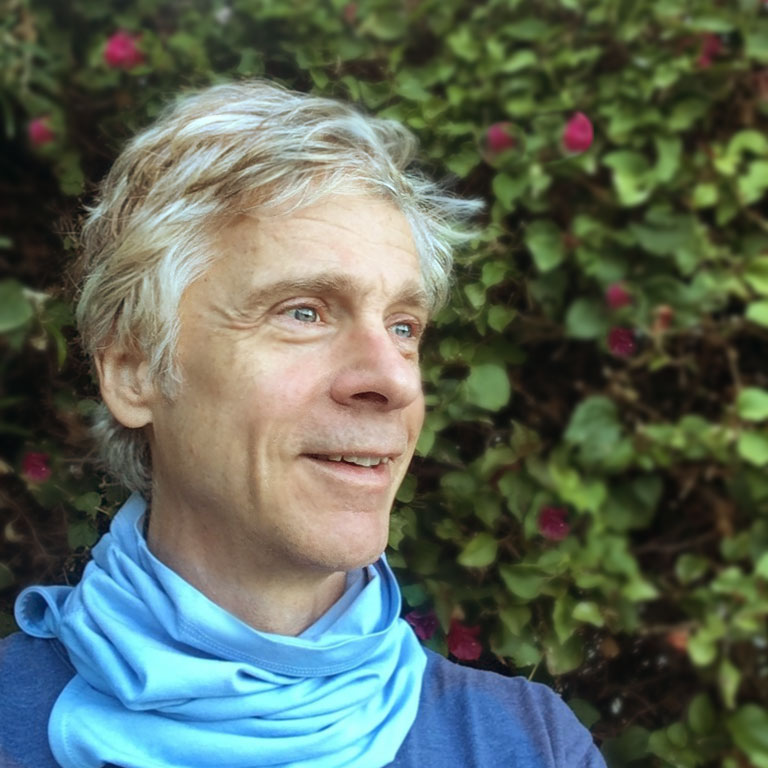
Ali Eckert (2022)

Ali Eckert (gebürtig Ralph Arthur Eckert), Deutsch-Amerikaner, ist bildender Künstler. Er arbeitet mit Mixed Media, Film und Fotografie in seinen Ateliers in Berlin und Wisconsin.

## Werk
Aufgewachsen in zwei Kulturen, wird der Deutsch-Amerikaner Ali Eckert vor allem durch die amerikanische Bilderwelt beeinflusst. In seiner Kunst benutzt er ikonographische, amerikanische Landschaften und pop-kulturelle Elemente um den amerikanische Mythos zu hinterfragen.
Oft arbeitet Eckert symbolhaft und mit ästhetisch anziehenden Oberflächen. Seine Werke verweisen auf verschiedene Spuren, die den Rezipient animieren, Hintergründe zu erforschen. Das Verhältnis von Offensichtlichem und Verborgenem sowie Gegensätze von Schönheit und Verfall interessieren Eckert besonders.
Im Entstehungsprozess seiner Werke werden diverse Elemente zuerst fotografiert. Aus vielen, einzelnen Fotos entsteht eine realistisch erscheinende digitale Komposition, die analog weiterverarbeitet wird. Mit seiner eigens entwickelten Technik werden transluzente Pigmente auf seine diversen Werkstoffe transferiert. Dieser händische Prozess ist nicht wiederholbar. Jedes Werk ist ein Unikat.
Eckerts Werke wurden in Europa, USA und China ausgestellt und werden international gesammelt (u. a. Sander Collection/Basel, Zagoras Collection/Athen, Neumann-Hug Collection/St.Urban, German Art Fund Hungary/Budapest).

## Werdegang
Nach der Fotografenlehre studiert Eckert Gestaltung an der FH Wiesbaden. Im Anschluss seiner mehrjährigen Tätigkeit als Werberegisseur arbeitet er als Spielfilmregisseur, -Autor und Produzent. Seit 2007 ist Ali Eckert bildender Künstler.
Mit Peter Thorwarth produzierte Eckert das Musikvideo Bayern und Kein Alkohol (ist auch keine Lösung)! für Die Toten Hosen. Für die Single-Auskopplung "Summer" der Beatsteaks produzierte Eckert 2001 das Musikvideo erneut mit Peter Thorwarth als Regisseur. Gemeinsam mit Daniel Acht war Eckert 2002 als Produzent, Regisseur und Drehbuchautor an dem Kurzspielfilm Dark Ages beteiligt, der international ausgezeichnet wurde. Bei seinem ersten Kinofilm Video Kings, der 2007 erschien und trotz geringem Budgets mit zahlreichen bekannten Schauspielern besetzt werden konnte (u. a. Fabian Busch, Wotan Wilke Möhring, Bela B., Badesalz, Til Schweiger), verfasste Eckert erneut zusammen mit Daniel Acht das Drehbuch, mit dem er auch gemeinsam für Produktion und Regie verantwortlich war.
2012 wurden Eckerts „Photo-Paintings“, großformatige Akte auf Seide, erstmals vorgestellt, u. a. mit Esther Schweins, Eva Habermann, Julia Dietze, Lauren Lee Smith und Ursula Karven. Im darauffolgenden Jahr präsentierte Eckert erstmals seine inszenierte Fotografie „Foto-Noir“ mit Bettina Zimmermann und Antje Traue. 2014 schloss sich die Ausstellung „Foto Noir – Crime Scene“ zum Berliner Gallery Weekend mit Florentine Lahme und Annabelle Mandeng an. Zusammen mit Monica Nancy Wick produzierte Eckert 2012 die Dokumentation Brett vor’m Kopp, die den Lebensweg des Skateboard-Pioniers Titus Dittmann zeigt, wobei Eckert Regie und Drehbuch übernahm. 2013 koproduzierte Eckert die US-amerikanische Dokumentation „Following the Ninth: In the Footsteps of Beethoven's Final Symphony“ (Regie: Kerry Candaele).
2016 wurden Eckerts Triptychon aus seiner Serie 'Silent Silhouettes' in den 'German Art Fund Hungary' aufgenommen. 2017 folgte die Gruppenausstellung 'Mona Lisa – A Smile for Europe' im Rotes Rathaus Berlin (mit u. a. Andy Warhol, Robert Doisneau, Thomas Ruff, SEO), 2018 die Gruppenausstellung 'Provoke' in St. Urban, Schweiz (mit u. a. Elmar Batters, Pierre Molinier, Daido Moriyama, Pentagon Group)

## Ausstellungen (Auswahl)
- 2021 'X + 1', Academic of Fine Arts, Museum of Sichuan Fine Arts Institute, Sichuan, China
- 2021 'Searching For The American Myth', Rosenhang-Museum, Weilburg
- 2021 'Lost', Galerie Hotel Mond Fine Arts, Berlin
- 2021 'Backlands', Academic of Fine Arts, Chongquin, China
- 2020 'Sexhibition‘, Weinberger Fine Art, Kansas City, USA
- 2020 'American Myth', Galerie Hotel Mond Fine Arts, Berlin
- 2019 ‘Mona Lisa - A Smile for Europe’, Senat Berlin / Rathaus
- 2018 ‘Provoke’, Neumann-Hug, St. Urban, Switzerland
- 2016 Art Photo Budapest, Hungary
- 2015 ‘Peng', KOMM, Wolfenbüttel
- 2014 ‘Midnight Art‘, Jenny Falckenberg, Hamburg

## Filmografie (Auswahl)
- 2021 High Water, Video
- 2021 Herenow Beyond, Video
- 2020 Fake Real Flag, 3-Kanal Videoinstallation
- 2019 Fontainebleau, 9-Kanal Videoinstallation
- 2018 And A Broken Glass, 3-Kanal Videoinstallation
- 2014 Threesome, 3-Kanal Videoinstallation
- 2013 Following the Ninth: In the Footsteps of Beethoven's Final Symphony (Produzent)
- 2012: Brett vor’m Kopp, Dokumentation
- 2007: Video Kings, Kinospielfilm
- 2002: Dark Ages, Kurzfilm
- 1999: Cable Unincorporated, Kurzfilm
- 1996: Wundersam! Auch Schwäne kommen … Kurzfilm

## Auszeichnungen
- 2016 „Selection Photography“, German Art Fund Hungary
- 2008: Best Movie, Lichter Filmtage Frankfurt, Video Kings
- 2004 “Friedrich-Wilhelm Murnau Preis”, Bester Film
- 2004 "DKF Multimedia Group', Beste Regie
- 2003 "Publikumspreis", Satirische Filmtage Rüsselsheim
- 2003 „Kurzfilm des Monats“, Filmbewertungsstelle
- 2003 "Bester Film", Internationales Kurzfilm Festival Flensburg
- 2002 „Comet“, Bestes Nationales Video
- 2001 "World Bronze Medal", The New York Festivals
- 2000 "The Golden Icarus Film Prize", London, Best Cinema Advertisement
- 1996 "Bayerischer Filmpreis - Kategorie Kinder" Beste Visuelle Effekte
- 1996 "The Silver Award", PhilaFilms Philadelphia, Short Film